# Engraver’s Act
Der Engraver’s Act, Engravers’ Copyright Act oder Hogarth Act (8 Geo. II c.13) war nach dem Statute of Anne das zweite Urheberrechtsgesetz der Welt. Das britische Parlament verabschiedete das Gesetz 1735 und weitete damit den Urheberrechtsschutz auch auf Kupferstiche aus. Treibende Kraft hinter dem Gesetz war der Kupferstecher William Hogarth, nach dem dieses Gesetz umgangssprachlich benannt ist.

## Inhalt
Der Engraver’s Act lehnte sich eng an das Statute of Anne an. Anders als dieses war es jedoch primär dazu gedacht, die Rechte von Autoren und nicht die von Verlegern zu sichern. Zum anderen befasste es sich mit einer visuellen Kunst, in der die Verbindung von Inhalt und Form naturgegeben enger ist als bei Textwerken.
Das Gesetz schützte in seiner Ursprungsform nur Kupferstecher, die auch das Vorbild des Stiches geschaffen hatten. Künstler, die bestehende Kunstwerke kopierten, waren ungeschützt. Dies änderte sich erst 1767 durch eine Revision (7 Geo. III ch. 38), und erst seit 1777 (17 Geo. III ch. 58) genießen auch die ursprünglichen Kunstwerke selbst Schutz; d. h. wollte jemand ein Kunstwerk oder Gebäude als Kupferstich umsetzen, brauchte er die Erlaubnis des ursprünglichen Künstlers.

## Entstehung
Das Gesetz geht maßgeblich auf den Einsatz William Hogarths zurück. Zu seiner Zeit wurden Kupferstiche nicht mehr primär im Original verkauft, sondern als Abdrucke, die vom originalen Stich angefertigt worden waren. Während die meisten Kupferstecher entweder existierende Gemälde oder Gebäude kopierten oder in Form von „tradecards“ kleine Werbebotschaften stachen, war Hogarth einer der Wenigen, die originale Kunstwerke schufen und diese dann in einen Kupferstich umwandelten. Die meisten seiner bekannten Werke entwarf und malte er, stach sie dann und veröffentlichte sie. Für andere stellte er Kupferstecher ein, die seine Gemälde als Stich umsetzen.
Hogarths Werke waren bekannt und wurden von zahlreichen Nachahmern kopiert; eine Praxis, die ihm sowohl erhebliche finanzielle Verluste brachte, als auch seinen Ruf schädigte – oft waren die Kopien nur von minderer Qualität und der Käufer hatte keine Chance, sie von den Originalen zu unterscheiden.
Nachdem er Jahre damit verbracht hatte, sich in der Presse über die Kopien zu beschweren, begann er 1734 eine Kampagne für ein Gesetz zu starten, das Kupferstiche ähnlich beschützen sollte wie das Statute of Anne Bücher. Einflussreich war dabei sein Flugblatt The case of designers, engravers, etchers, etc. stated in a letter to a member of parliament. In ihm beschwerte er sich bitterlich über die Londoner Verleger, die Künstler um ihren Lohn brachten und argumentierte mit John Lockes Eigentumstheorie durch Arbeit. Mit ihr begründete er einen natürlichen Anspruch der Künstler auf Eigentum an ihrem Werk. Sowohl durch die Flugschrift als auch persönliches Vorsprechen bei Parlamentsmitgliedern gelang es ihm, das Parlament dazu zu bewegen, das Gesetz zu verabschieden.